# Język kaimbulawa
Język kaimbulawa – język austronezyjski używany w prowincji Celebes Południowo-Wschodni w Indonezji. Według danych z 2005 roku posługuje się nim 2200 osób.
Jego użytkownicy zamieszkują południowo-wschodni fragment wyspy Siompu, na południowy zachód od Buton. Obszar tego języka obejmuje dwie wsie: Kaimbulawa i Lantoi. Van den Berg (1991) stwierdził, że ludność Lantoi ma swój własny dialekt. W pozostałej części Siompu jest używany miejscowy dialekt języka muna.
Brak dokładnych informacji nt. lokalnej sytuacji językowej. Doniesienia z 2010 r. sugerują, że kaimbulawa pozostaje w powszechnym użyciu.
Wyróżniono także odmianę kambe-kambero, właściwą dla pojedynczej wsi na południowo-zachodnim wybrzeżu Buton. Pod względem leksyki kambe-kambero daje się bliżej powiązać z językiem busoa, niemniej R. van den Berg (1991) sklasyfikował go jako kolejną odmianę kaimbulawa, na podstawie analizy wspólnych innowacji.
Istnienie tego języka stwierdzono dopiero w latach 80. XX w. 